# Aleksander Skarbek
Aleksander Skarbek, plným jménem hrabě Aleksander Wincenty Jan Skarbek z Góry (18. ledna 1874 Jordanowice – 31. května 1922 Lvov), byl rakouský a polský politik z Haliče, na počátku 20. století poslanec Říšské rady.

## Biografie
Jeho otcem byl velkostatkář, literát a filantrop Henryk Skarbek. Aleksander se narodil na území tehdejšího Ruského impéria, od roku 1882 žil v Haliči. Navštěvoval gymnázium ve Lvově a Stryji. Maturoval roku 1894. Pak studoval od roku 1895 právo na Innsbrucké univerzitě. Roku 1899 získal titul doktora práv. Působil jako úředník na místodržitelství a v zemské školní radě ve Lvově. V roce 1903 z úředních postů odešel a věnoval se správě statku své ženy v Haliči. V roce 1904 se stal okresním starostou v Rudki. Od roku 1905 patřil mezi hlavní politiky nově založené strany Stronnictwo Narodowo-Demokratyczne, která byla ideologicky napojena na politický směr Endecja. Od roku 1908 zasedal jako poslanec Haličského zemského sněmu. Jako poslanec ze soustřeďoval na zemědělská témata. Patřil mezi odpůrce vyrovnávací politiky místodržícího Michała Bobrzyńského.
Na počátku 20. století se zapojil i do celostátní politiky. V doplňovacích volbách roku 1909 získal mandát v Říšské radě (celostátní zákonodárný sbor) za obvod Halič 26. Nastoupil sem 20. října 1909 poté, co zemřel poslanec Wojciech Dzieduszycki. Byl členem poslanecké frakce Polský klub. Ve volbách do Říšské rady roku 1911 mandát obhájil, nyní za obvod Halič 53. V parlamentu setrval do zániku monarchie. K roku 1911 se profesně uvádí jako zemský poslanec, okresní starosta a statkář. V květnu 1918 Skarbek oznámil, že na Říšské radě bude utvořen samostatný národně demokratický klub. V červenci 1918 se k němu hlásilo sedm poslanců.
Za světové války byl členem organizace Naczelny Komitet Narodowy, která sdružovala polskou politickou reprezentaci v monarchii. V jejím rámci vedl vojenské oddělení, které mělo na starosti organizování polských jednotek na východní frontě (Polské legie). Ocitl se ale v politické rozepři a dočasně se uchýlil do Švýcarska. V roce 1917 se vrátil do monarchie díky ochraně poslaneckou imunitou. V době rozpadu Rakouska-Uherska zasedal v Polské likvidační komisi. Byl do roku 1921 poslancem Sejmu a patřil k předním postavám národně demokratického politického tábora. Angažoval se v polsko-ukrajinském sporu o Lvov.